# London (gruppo musicale statunitense)
I London furono un gruppo heavy metal nato a Hollywood, California nel 1978.
La band è nota per aver avuto membri di importanti gruppi hair metal come Fred Coury dei Cinderella, Slash e Izzy Stradlin dei Guns N' Roses, Nikki Sixx dei Mötley Crüe e Blackie Lawless dei W.A.S.P..
Le sonorità della band in origine erano indirizzate sul glam rock, genere in voga negli anni settanta; solo dopo, con la seconda formazione seguiranno il filone heavy metal.

## Storia

### Inizi
La band venne fondata nel 1978 da Lizzie Grey e Blackie Lawless. Lawless in precedenza era cantante e chitarrista della band Sister, mentre Grey suonava la chitarra nei Tear Garden.
Assieme reclutarono il bassista Nikki Sixx e il batterista Dane Rage.
Il cantante Michael White raggiunse presto la band; White era molto somigliante a Robert Plant.
Egli non durò molto, e dopo un conflitto con la band, White abbandonò il progetto, fondando più avanti i "The White".
Anche Lawless poco dopo lasciò la band per fondare i W.A.S.P., mentre i membri restanti Sixx, Rage e Grey rimasero nella formazione.
Nel 1979, Lawless e White vennero così sostituiti dal cantante Henry Valentine e dal tastierista John St. John.
Nigel Benjamin, un cantante inglese che aveva cantato nella glam rock band Mott the Hoople ed English Assassin, raggiunse la band dopo l'abbandono di Valentine. Ma Benjamin lasciò poco dopo la band assieme a Sixx. Sixx nel 1981 avrebbe fondato i noti Mötley Crüe. I Crüe pubblicheranno il primo album Too Fast for Love nello stesso anno, e Sixx inserirà all'interno un brano dei London intitolato "Public Enemy #1", brano scritto da Grey e Sixx.
Benjamin entrò nella band Satyr, e più tardi registrò la colonna sonora di un film horror "Rocktober Blood".
Blackie Lawless tornò nel ruolo di bassista per sostituire Sixx, ma non durò a lungo. La band si sciolse nel 1981.
Dopo lo scioglimento dei London, Lizzie Grey suonò con un paio di gruppi, tra cui i St. Valentine nel 1983, gruppo composto da Nigel Itson (Ruby Slippers) e Desi Rexx (D'Molls). Militò nella band anche il bassista Marc Simon, più tardi membro dei Wildside.

### La rinascita
Il 1984 vede la rinascita dei London. Vista l'ondata di popolarità del glam metal sulla Sunset Strip, la band cambiò stile, e si indirizzò sulle sonorità più pesanti dell'heavy metal.
La nuova formazione vedeva Lizzie Grey, Nigel Itson (già reduce dall'esperienza con i St. Valentine), il cantante britannico John Ward (ex St.Valentine e futuro membro dei Madam X, Hurricane, House of Lords, Shark Island, Oliver/Dawson Saxon, Shy e altri), e il bassista Donny Cameron.
Per un breve periodo aggiunsero il secondo chitarrista Slash (che un anno dopo entrerà nei Guns N' Roses), ma durò solo poche settimane. Egli fu sostituito da Izzy Stradlin (anch'essi futuro membro dei Guns N' Roses) uscente dagli Hollywood Rose.
Dal 1985 la formazione venne nuovamente rivoluzionata; Grey e Stradlin, vennero raggiunti dal cantante Nadir D'Priest, il batterista Bobby Marks (ex Steeler) e il bassista Brian West (ex TKO). West e Marks lasceranno presto la formazione per far parte della prima formazione dei Keel. Fred Coury (futuro membro dei Cinderella) sostituì Marks nella band, dopo aver passato qualche mese nei Keel, ironicamente sostituendo proprio l'ex London Bobby Marks, che dopo aver militato nella prima formazione dei Keel, abbandonò il progetto. Stradlin lascerà poco dopo per fondare i Guns N' Roses con l'amico Axl Rose.
Nel 1985 esce finalmente il debut Non Stop Rock, ma nel 1986, Coury lascia la band per entrare a far parte dei Cinderella, venendo sostituito da Jennings Morgan.
Prima di registrare il secondo album Don't Cry Wolf nel 1986 (prodotto da Kim Fowley), raggiunsero la band il batterista Derek Shea e il chitarrista Frankie Jones.
Dopo una decade, due album, 19 membri e poco successo commerciale, il membro fondatore e chitarrista Lizzie Grey lascia la band nel 1988. Suonò successivamente nei gruppi "Ultra Pop" e "Spiders and Snakes".

### La fine dei London
La band resistette senza membri originali per altri due anni a Los Angeles. I membri rimanenti, Brian West e Nadir D'Priest vennero raggiunti dai due chitarristi Artos San Filippo e Sean Lewis, e dal batterista Tim Yasui. Nel 1988 apparvero nel film "The Decline of Western Civilization Part II: The Metal Years" di Penelope Spheeris.
Realizzarono il terzo album Playa Del Rock nel 1990, ma la band firmò un contratto con la nuova etichetta Noise International per cambiare nome in "D'Priest".
Infatti alcune versioni limitate dell'album hanno il nome D'Priest, ma ufficialmente realizzarono l'album come London.
Da quel momento Eric Greif diventò il loro manager, casualmente il primo manaager dei Mötley Crüe di Nikki Sixx. Il batterista Alan Krigger, (ex Ike Turner e Tina Turner e Giuffria) sostituì Yasui, e San Filippo venne sostituito dal tastierista occasionale dei The Cult, Vince Gilbert. Uscì anche il videoclip del singolo Ride You Through the Night su MTV, accopmpagnato da un tour di supporto, ma la band si sciolse nel 1991.

### D'Priest's New London
È giunta notizia che Nadir D'Priest ha riformato i London a giugno 2006, con il chitarrista Eddie St. James (ex-Jon Dunmore, Richard Grieco Band). La nuova formazione è stata ribattezzata "D'Priest's New London" è ha firmato con una gestione tedesca. I "New London" stanno attualmente registrando nuove demo per il loro quarto CD (titolo che sarà annunciato col passare del 2007). Gli altri membri della band non sono stati confermati.

## Lineup
- Nadir D'Priest - voce
- Lizzie Grey - chitarra - scomparso nel 2019
- Brian West - basso
- Jennings Morgan - batteria

### Ex membri
- Blackie Lawless - chitarra
- Nikki Sixx - basso
- Dane Rage - batteria
- Michael White - voce
- Fred Coury - batteria
- Izzy Stradlin - chitarra
- Henry Valentine - voce
- John St. John - tastiere
- Nigel Benjamin - voce
- John Ward - voce
- Donny Cameron - basso
- Nigel Itson - batteria
- Slash - chitarra
- Bobby Marks - batteria
- Derek Shea - batteria
- Frankie Jones - chitarra
- Artos San Filippo - chitarra
- Sean Lewis - chitarra
- Tim Yasui - batteria

## Discografia

### Album in studio
- 1985 - Non Stop Rock
- 1986 - Don't Cry Wolf
- 1990 - Playa Del Rock

### Split
- 2000 - London Daze (split con gli Spiders & Snakes)

### Raccolte
- 2008 - The Metal Years